# Finlayson-Gelände
Das Finlayson-Gelände ist ein historisches Industriegelände im Zentrum der Stadt Tampere. Die Fabrik wurde von dem schottischen Industriellen James Finlayson an der Stromschnelle Tammerkoski gegründet. Das Gelände wird seit dem Anfang der 1990er Jahre nicht mehr industriell genutzt, aber die meisten alten Gebäude sind immer noch in Gebrauch. 

## Gelände

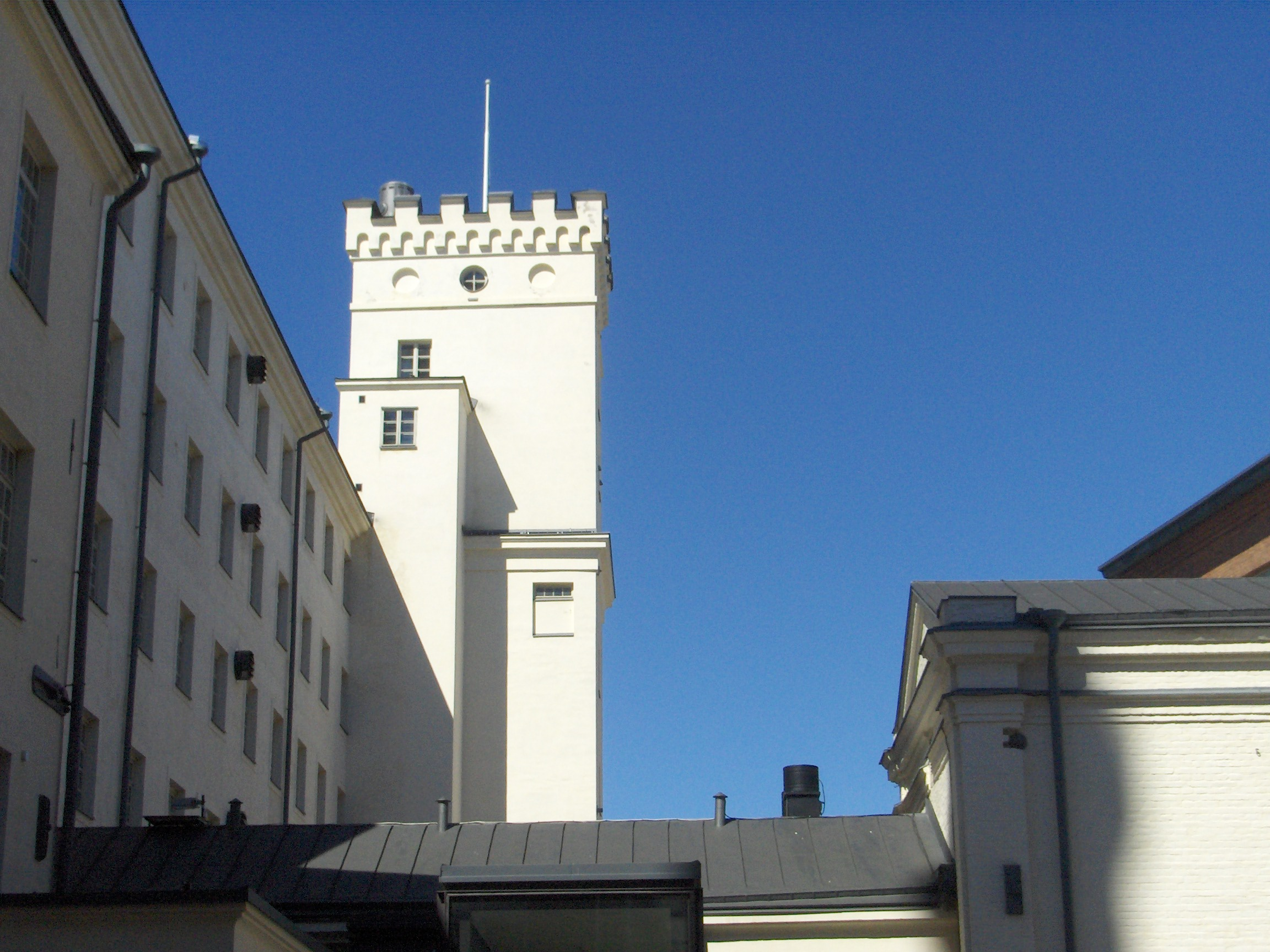
Kuusvooninkinen

Das Finlayson-Gelände wird auch als die Alte Stadt von Tampere bezeichnet. Die Merkmale des Geländes sind die Gebäude aus rotem Backstein mit weißem Putz. Es gab früher Dutzende von Gebäuden. Einige sind bei Bränden zerstört worden, die meisten von ihnen wurden allerdings wieder aufgebaut. 
Das älteste und wertvollste Gebäude des Geländes wird Kuusvooninkinen genannt und stellt eine der Spitzenleistungen des 19. Jahrhunderts dar. Es wurde 1837 fertiggestellt. Kuusvooninkinen hat sechs Stockwerke und war damals ein regelrechter Wolkenkratzer im Vergleich zum übrigen Baubestand. Kuusvooninkinen gehört zu den Gebäuden der alten Fabrik.
Eines der bedeutendsten Gebäude des Geländes ist die Kirche von Finlayson, die 1879 erbaut wurde. Sie ist die populärste Hochzeitskirche in Tampere. Entworfen wurde sie von Tamperes erstem Stadtarchitekten F. L. Calonius.  

## Geschichte
Im Jahr 1820 gründete der Schotte James Finlayson eine Maschinenwerkstatt und Gießerei in Tampere. Die Fabrik stellte damals Kratz- und Spinnereimaschinen für die Textilindustrie her. Der Betrieb hatte am Anfang nicht viel Erfolg und wechselte von der Maschinenherstellung zum Spinnen von Baumwoll- und Wollfäden und der Produktion von Geweben. Im Jahr 1828 wurde Finlayson zu einer Baumwollfabrik. James Finlayson verkaufte seine Fabrik im Jahr 1836 an Carl Samuel von Nottbeck und Georg Adolf Rauch. Eine Bedingung für den Verkauf war, dass „Finlayson“ im Namen der Fabrik erhalten blieb. Der neue Name der Fabrik wurde Finlayson & Co. (heutzutage Finlayson Oy). Die neuen Besitzer begannen sofort, die Fabrik zu erweitern.

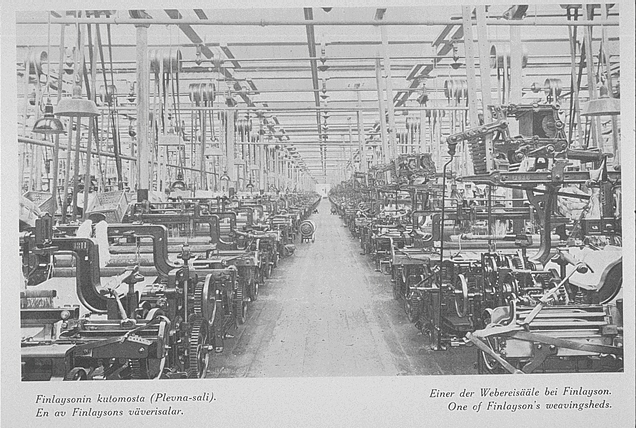
Plevna im Jahr 1932

Finlayson war lange der bedeutendste Arbeitgeber Finnlands. Im Jahr 1860 arbeitete die Hälfte der Bevölkerung Tamperes bei Finlayson und in den 1870er Jahren arbeitete dort ein Viertel aller Industriearbeiter Finnlands. Zum ersten Mal wurde industrielle Erwerbsarbeit auch für Frauen angeboten. Am Ende des 19. Jahrhunderts war das Finlayson-Gelände wie ein eigener kleiner Staat innerhalb Tamperes: Es hatte zum Beispiel seine eigene Schule und Polizei, ein eigenes Krankenhaus und Geld. Die Fabrik öffnete auch die erste Sparkasse und das erste Konsumgeschäft Tamperes. 
Finlayson war bis in die 1920er Jahre die größte industrielle Arbeitsstelle  der nordischen Länder. Im Jahr 1877 wurde in Finlayson auch die größte Weberei der nordischen Länder dieser Zeit gebaut, die den Namen Plevna erhielt. Plevna ist auch ein historisch bedeutungsvoller Platz, weil dort zum ersten Mal in den nordischen Ländern elektrisches Licht brannte.

## Finlayson heute
Im Jahr 1988 wurde ein Entwurfswettbewerb für den zukünftigen Gebrauch des Geländes ausgeschrieben, den das Architekturbüro 8 Studio Oy gewann. Der neue Bebauungsplan wurde 1995 vom Stadtrat Tamperes angenommen. 
Heutzutage gibt es auf dem Gelände viele verschiedene Unternehmen, Museen, Restaurants, Freizeiteinrichtungen und ein Geschäftszentrum namens Siperia („Sibirien“). Auch die Redaktion von Aamulehti, der zweitgrößten Zeitung in Finnland, hat hier ihren Sitz. Im alten Webereisaal Plevna befindet sich das größte Kino Tamperes, das bis heute den Namen des Saals trägt. Außerdem liegt das Brauerei-Restaurant Plevna in diesem Gebäude. Andere bekannte Ziele sind das Zentralmuseum der Arbeiterbewegung Werstas (Työväenmuseo Werstas) und das Spionagemuseum (Suomen Vakoilumuseo). 
Obwohl Finlayson die Textilproduktion auf seinem alten Gelände schon in den 1990er Jahren aufgegeben hat, gibt es weiterhin einen Fabrikverkauf auf dem Gelände. In den neuen Gebäuden wohnen etwa 800 Menschen. In den Gebäuden des nahen Stallhofs (Tallipiha) arbeiten heutzutage statt des Stallmeisters Handwerkerunternehmer. Dort werden ganzjährig auch verschiedene Veranstaltungen organisiert, und an Weihnachten steht auf dem Stallhof ein Weihnachtsdorf.

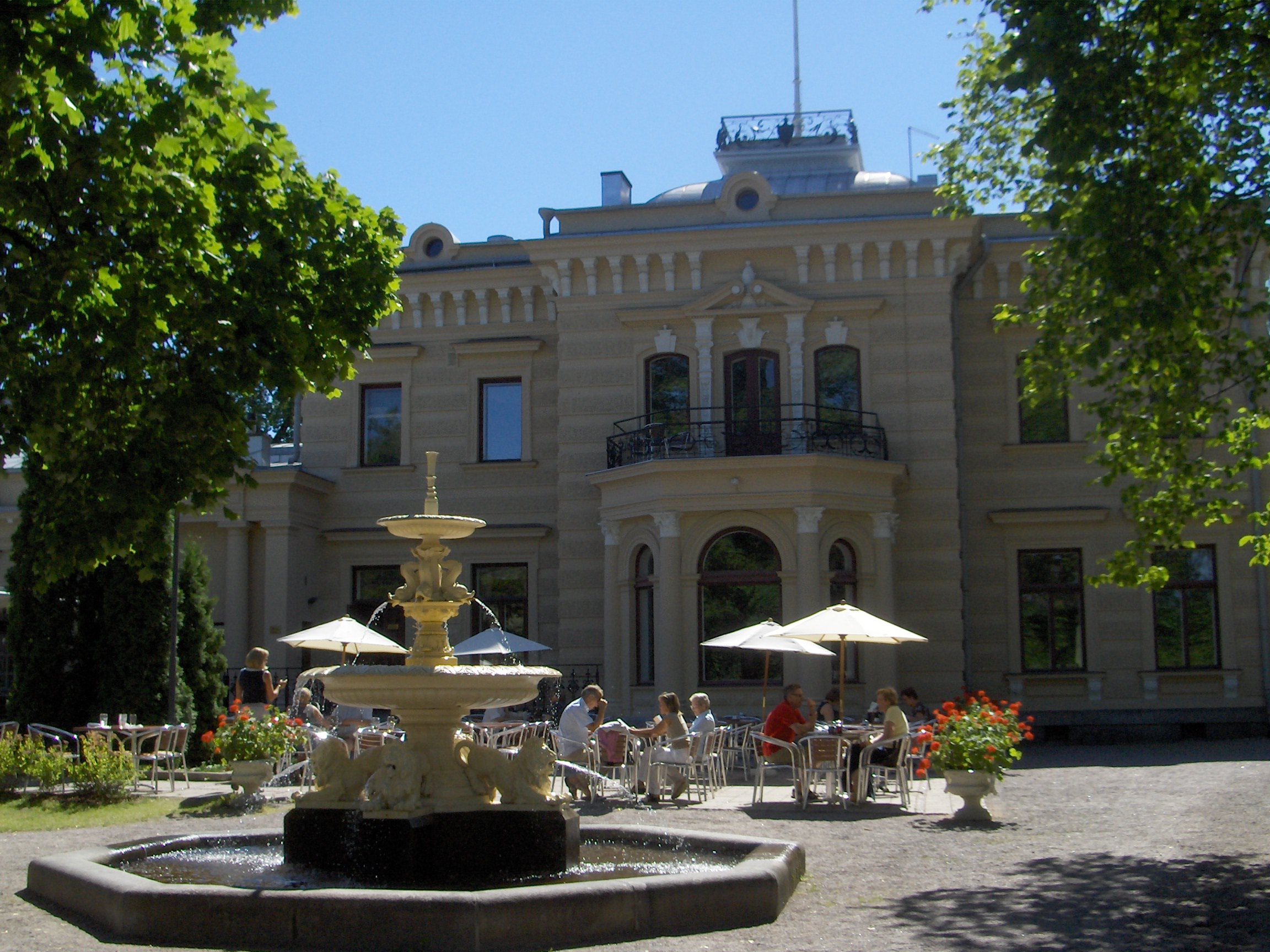
Der Palast von Finlayson

## Gebäude des Finlayson-Geländes
Auf dem Finlayson-Gelände befinden sich folgende Gebäude: Kuusvooninkinen (Fabrikgebäude), Plevna (eine ehemalige Weberei, heutzutage ein Kino), das Zentralmuseum der Arbeiterbewegung Werstas (Työväen keskusmuseo Werstas), Siperia („Sibirien“, Geschäftszentrum), der Stallhof (Tallipiha, Kunsthandwerksläden) sowie der Finlayson-Palast (Finlaysonin palatsi; das ehemalige Wohnhaus des Fabrikbesitzers, heute ein exklusives Restaurant) und die Finlayson-Kirche (Finlaysonin kirkko).